# The Indian Massacre
The Indian Massacre est un film muet américain réalisé par Thomas H. Ince et sorti en 1912.

## Synopsis
Lors de l'attaque par les Indiens d'un campement blanc, l'un des guerriers enlève un bébé afin de l'offrir à sa femme en remplacement de leur enfant décédé. La mère du bébé décide de se rendre au camp indien pour récupérer sa progéniture. Mais les blancs organisent des représailles contre le village de leurs ennemis...

## Fiche technique
- Réalisation : Thomas H. Ince
- Scénario : Thomas H. Ince
- Chef opérateur : Ray C. Smallwood
- Production : Thomas H. Ince
- Durée : 32 minutes
- Date de sortie :  États-Unis : 1er mars 1912

## Distribution
- Francis Ford : le chef indien
- Ann Little : la squaw
- J. Barney Sherry : Mr. Brown
- Art Acord
- Lillian Christy
- Grace Cunard
- William Eagle Shirt
- Charles K. French